# Onesihoplisa umbrosa
Onesihoplisa umbrosa är en tvåvingeart som beskrevs av Villeneuve 1926. Onesihoplisa umbrosa ingår i släktet Onesihoplisa och familjen spyflugor. Inga underarter finns listade i Catalogue of Life.